# Rhinolophus guineensis
Rhinolophus guineensis là một loài động vật có vú trong họ Dơi lá mũi, bộ Dơi. Loài này được Eisentraut mô tả năm 1960.